# Gaston Vial
Del Antoine Gaston Vial (né le 27 décembre 1891 au Val-d’Ajol et mort le 10 janvier 1982 au Val-d’Ajol) est un as de l’aviation français de la Première Guerre mondiale. Il remporta huit victoires aériennes.
Gaston Vial servit dans un régiment d’artillerie  de 1912 à 1913, date à laquelle il est transféré dans l’aviation. Il fera partie successivement de l’escadrille 123, de l’escadrille 3, de l’escadrille 49, de l’escadrille 29, de l’escadrille 315 et de l’escadrille 152.
Il terminera sa carrière avec le grade de sous-lieutenant, décoré de la Légion d’honneur, de la médaille militaire, et de la croix de guerre.